# Cephalotes
Cephalotes is een geslacht van vliesvleugelige insecten uit de familie van de mieren (Formicidae).

## Soorten
- C. adolphi (Emery, 1906)
- C. alfaroi (Emery, 1890)
- C. angustus (Mayr, 1862)
- C. argentatus (Smith, F., 1853)
- C. argentiventris De Andrade, 1999
- C. atratus (Linnaeus, 1758)
- C. auricomus (Wheeler, W.M., 1936)
- C. auriger De Andrade, 1999
- C. basalis (Smith, F., 1876)
- C. betoi De Andrade & Baroni Urbani, 1999
- C. biguttatus (Emery, 1890)
- C. bimaculatus (Smith, F., 1860)
- C. bivestitus (Santschi, 1922)
- C. bohlsi (Emery, 1896)
- C. borgmeieri (Kempf, 1951)
- C. bruchi (Forel, 1912)
- C. clypeatus (Fabricius, 1804)
- C. coffeae (Kempf, 1953)
- C. columbicus (Forel, 1912)
- C. complanatus (Guérin-Méneville, 1844)
- C. conspersus (Smith, F., 1867)
- C. cordatus (Smith, F., 1853)
- C. cordiae (Stitz, 1913)
- C. cordiventris (Santschi, 1931)
- C. crenaticeps (Mayr, 1866)
- C. cristatus (Emery, 1890)
- C. curvistriatus

Schildpadmier (Forel, 1899)
- C. chacmul Snelling, R.R., 1999
- C. christopherseni (Forel, 1912)
- C. decolor De Andrade, 1999
- C. decoloratus De Andrade, 1999
- C. dentidorsum De Andrade, 1999
- C. depressus (Klug, 1824)
- C. dorbignyanus (Smith, F., 1853)
- C. duckei (Forel, 1906)
- C. ecuadorialis De Andrade, 1999
- C. eduarduli (Forel, 1921)
- C. emeryi (Forel, 1912)
- C. femoralis (Smith, F., 1853)
- C. fiebrigi (Forel, 1906)
- C. flavigaster De Andrade, 1999
- C. foliaceus (Emery, 1906)
- C. fossithorax (Santschi, 1921)
- C. frigidus (Kempf, 1960)
- C. goeldii (Forel, 1912)
- C. goniodontus De Andrade, 1999
- C. grandinosus (Smith, F., 1860)
- C. guayaki De Andrade, 1999
- C. haemorrhoidalis (Latreille, 1802)
- C. hamulus (Roger, 1863)
- C. hirsutus De Andrade, 1999
- C. inaequalis (Mann, 1916)
- C. inca (Santschi, 1911)
- C. incertus (Emery, 1906)
- C. insularis (Wheeler, W.M., 1934)
- C. jamaicensis (Forel, 1922)
- C. jheringi (Emery, 1894)
- C. klugi (Emery, 1894)
- C. kukulcan Snelling, R.R., 1999
- C. laminatus (Smith, F., 1860)
- C. lanuginosus (Santschi, 1919)
- C. lenca De Andrade, 1999
- C. liepini De Andrade & Baroni Urbani, 1999
- C. liogaster (Santschi, 1916)
- C. maculatus (Smith, F., 1876)
- C. manni (Kempf, 1951)

- C. marginatus (Fabricius, 1804)
- C. membranaceus (Klug, 1824)
- C. minutus (Fabricius, 1804)
- C. mompox De Andrade, 1999
- C. multispinosus (Norton, 1868)
- C. nilpiei De Andrade, 1999
- C. notatus (Mayr, 1866)
- C. oculatus (Spinola, 1851)
- C. opacus Santschi, 1920
- C. palta De Andrade, 1999
- C. palustris De Andrade, 1999
- C. pallens (Klug, 1824)
- C. pallidicephalus (Smith, F., 1876)
- C. pallidoides De Andrade, 1999
- C. pallidus De Andrade, 1999
- C. patei (Kempf, 1951)
- C. patellaris (Mayr, 1866)
- C. pavonii (Latreille, 1809)
- C. pellans De Andrade, 1999
- C. persimilis De Andrade, 1999
- C. persimplex De Andrade, 1999
- C. peruviensis De Andrade, 1999
- C. pileini De Andrade, 1999
- C. pilosus (Emery, 1896)
- C. pinelii (Guérin-Méneville, 1844)
- C. placidus (Smith, F., 1860)
- C. porrasi (Wheeler, W.M., 1942)
- C. prodigiosus (Santschi, 1921)
- C. pusillus (Klug, 1824)
- C. quadratus (Mayr, 1868)
- C. ramiphilus (Forel, 1904)
- C. resinae De Andrade, 1999
- C. rohweri (Wheeler, W.M., 1916)
- C. scutulatus (Smith, F., 1867)
- C. serraticeps (Smith, F., 1858)
- C. setulifer (Emery, 1894)
- C. simillimus (Kempf, 1951)
- C. sobrius (Kempf, 1958)
- C. solidus (Kempf, 1974)
- C. spinosus (Mayr, 1862)
- C. supercilii De Andrade, 1999
- C. taino De Andrade, 1999
- C. targionii (Emery, 1894)
- C. texanus (Santschi, 1915)
- C. toltecus De Andrade, 1999
- C. trichophorus De Andrade, 1999
- C. umbraculatus (Fabricius, 1804)
- C. unimaculatus (Smith, F., 1853)
- C. ustus (Kempf, 1973)
- C. varians (Smith, F., 1876)
- C. vinosus (Wheeler, W.M., 1936)
- C. wheeleri (Forel, 1901)